# Gustav Blücher-Altona (1798-1864)
 Der er flere personer med dette navn, se Gustav Blücher-Altona (1898-1935).
Gustav Carl Frederik lensgreve Blücher-Altona (også Gustav von Blücher af Altona) (født 15. december 1798, død 25. marts 1864 i Plön) var en dansk kammerherre, oberstløjtnant og hofchef hos H.M. enkedronning Caroline Amalie.
Han var søn af grev Konrad von Blücher-Altona. Blücher-Altona var Kommandør af Dannebrog og Dannebrogsmand.
Han var gift med Emily Sophy Mary O'Ferrall (19. maj 1802 i New York – 6. maj 1885 i København).